# Moldauhafen
Moldauhafen (česky Vltavský přístav) je přístav na ostrově Kleiner Grasbrook v areálu námořního přístavu v Hamburku v Německu. Vystavěn byl v roce 1887, pozemek o rozloze 30 000 m² byl na základě Versailleské smlouvy jakožto součást svobodného přístavního pásma nevypověditelně pronajat v roce 1929 na 99 let Československu (od roku 1993 je spravuje Česko). Využívala jej Československá námořní plavba, resp. Česká námořní plavba.
Severní strana přístavu se nazývá Prager Ufer („Pražský břeh“), jižní strana nese název Melniker Ufer („Mělnický břeh“). Na Moldauhafen navazuje Saalehafen, který je rovněž součástí českého pronájmu.

## Galerie

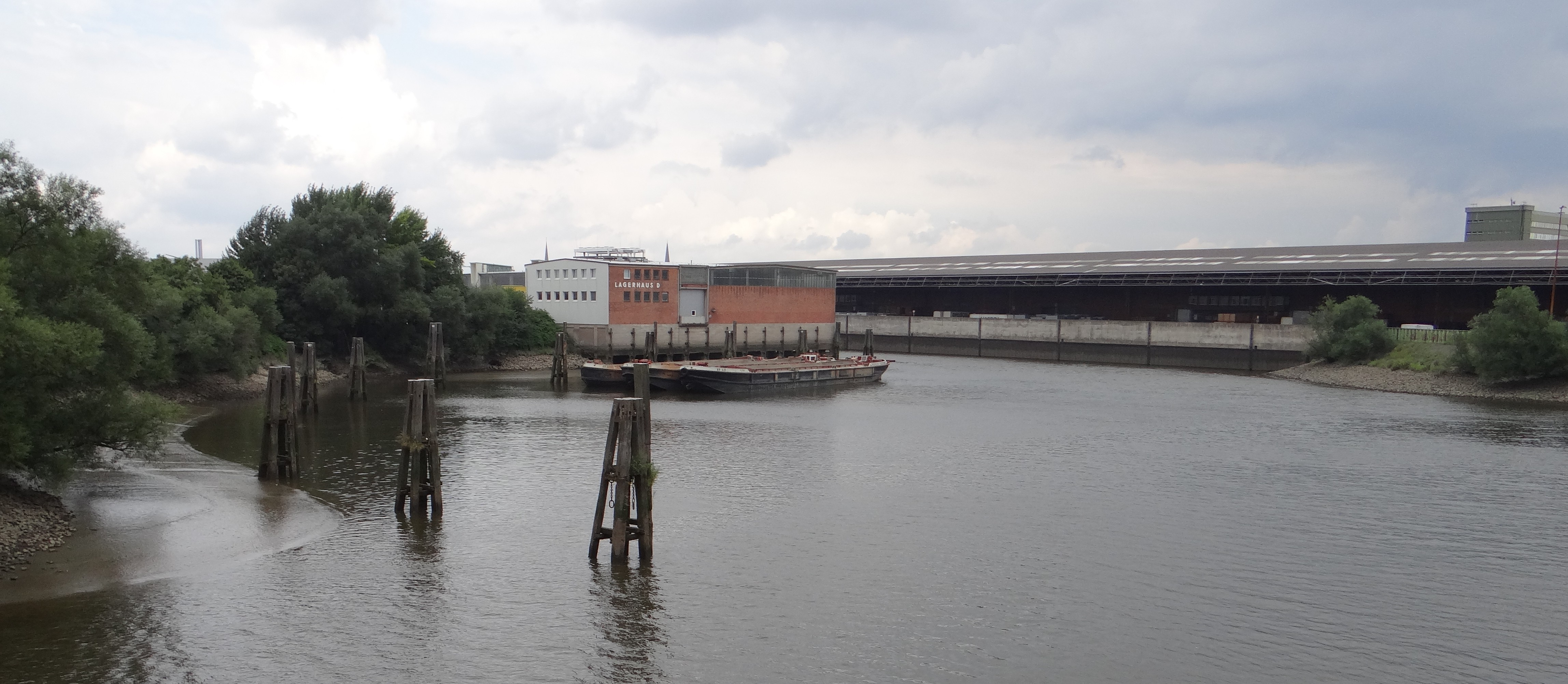
Moldauhafen z mostu Sachsenbrücke
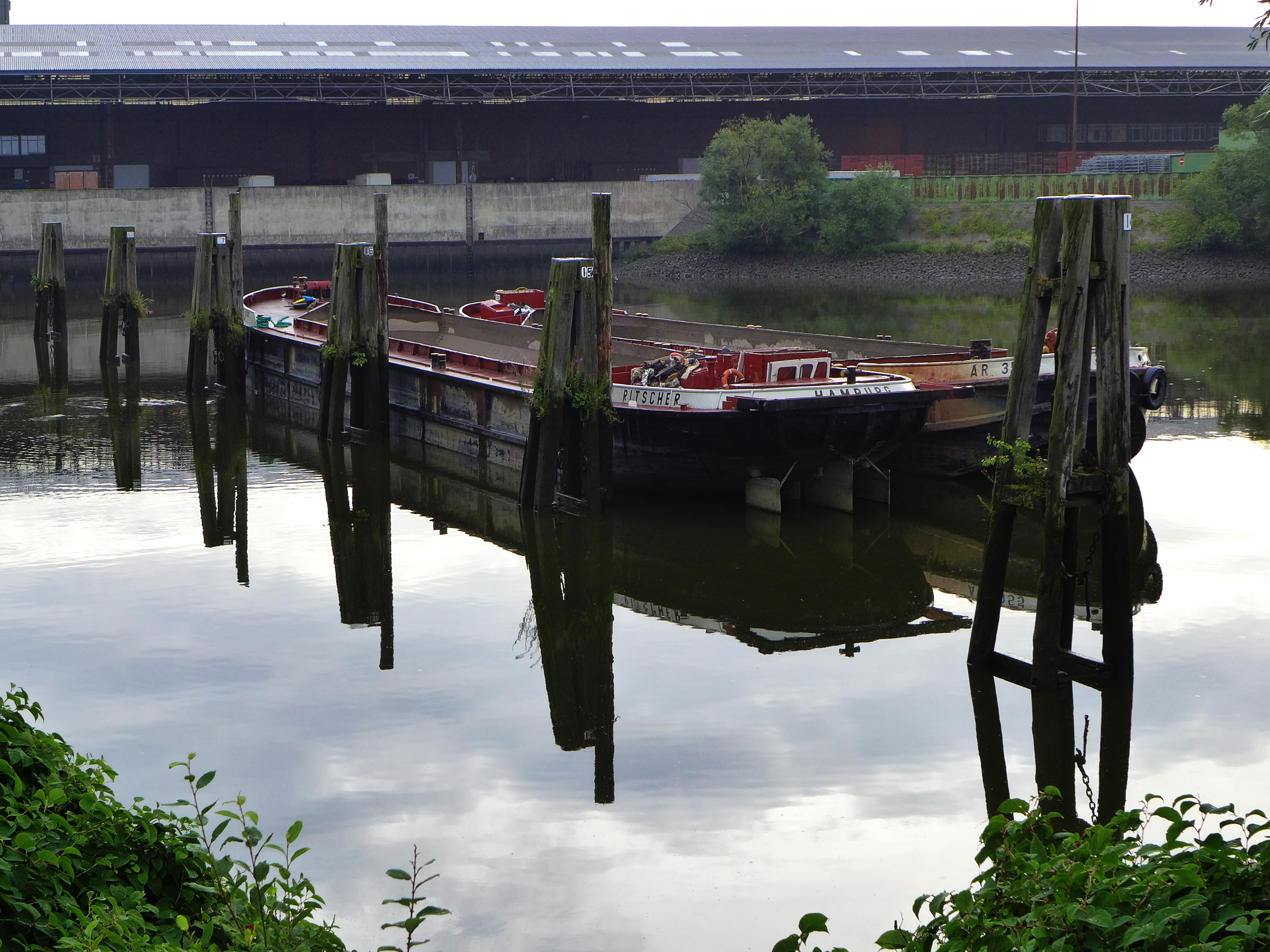
Dva nákladní čluny kotví v Moldauhafen (2013)
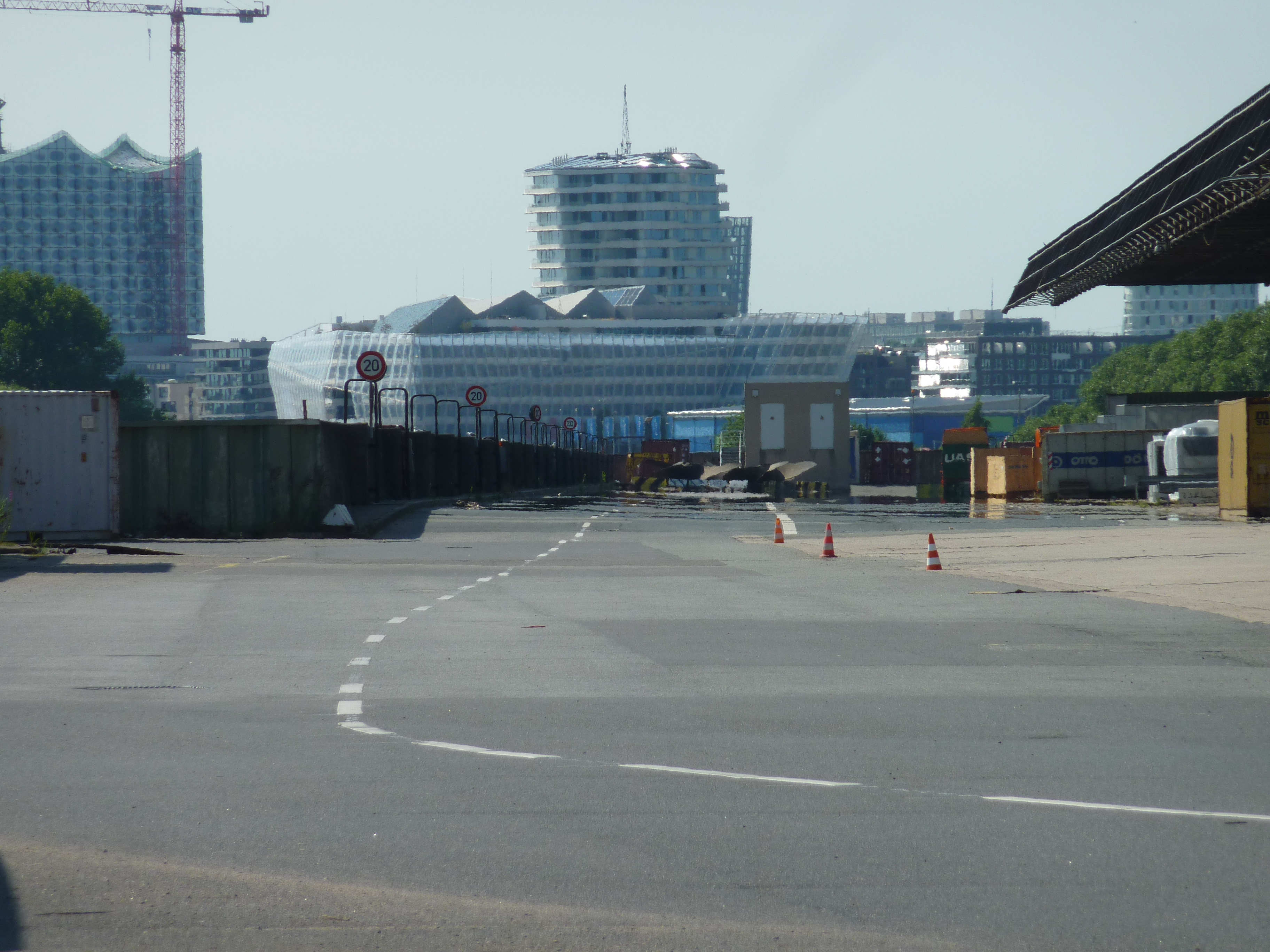
Skladovací hala „Überseezentrum“ (vpravo) na Pražském břehu (vlevo za plotem) s pohledem na Hafencity (v pozadí)
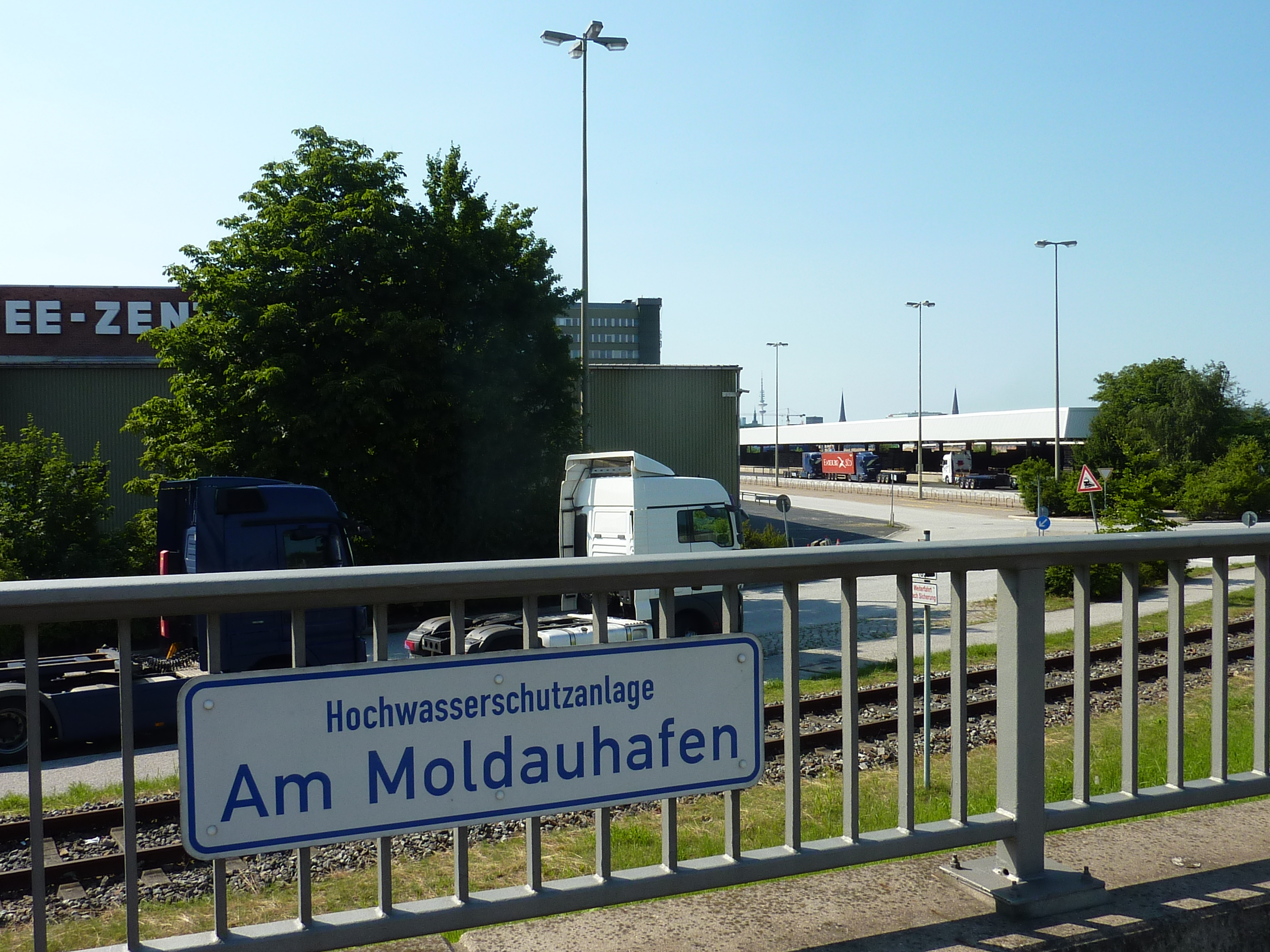
Povodňová bariéra „Am Moldauhafen“